# Make (Botswana)
Make is een dorp in het district Kgalagadi in Botswana. De plaats telt 398 inwoners (2011).